# Yoshihiro Tajiri
Yoshihiro Tajiri (田尻 義博?, Tajiri Yoshihiro; Tamana, 29 settembre 1970) è un wrestler giapponese sotto contratto con la All Japan Pro Wrestling.
È noto maggiormente per i suoi trascorsi con la World Wrestling Entertainment dove lottava con il ringname Tajiri dal 2001 al 2006 e poi dal 2016 al 2017. In WWE Tajiri ha fatto incetta di titoli, conquistando per tre volte il WCW/WWF/E Cruiserweight Championship, il WCW United States Championship una volta, il WWF Light Heavyweight Championship una volta e due titoli di coppia, il World Tag Team Championship con William Regal e il WWE Tag Team Championship con Eddie Guerrero, in entrambi i casi detenuti una volta.
Tajiri è inoltre noto anche per i suoi trascorsi nella Extreme Championship Wrestling.

## Carriera

### IWA Japan (1994–1995)
Tajiri lotta nella federazione per più di un anno, accrescendo la sua credibilità ed arrivando, a conquistarsi addirittura la possibilità di sfidare il NWA Champion Dan Severn negli USA.

### EMLL (1996–1997)
Tajiri adotta una maschera come da tradizione e assumendo l'appellativo di Aquarius. Qui riesce a vincere l'EMLL Light Heavyweight Championship ai danni di Dr. Wagner. Di fronte al suo pubblico, Aquarius toglierà la maschera rivelando la sua vera identità. Tajiri diventa una vera e propria celebrità del pro wrestling giapponese. Arriva la chiamata della prestigiosa NJPW per partecipare al Super Junior Tournament con atleti del calibro di Jushin Liger, Chris Jericho e Chavo Guerrero. Tajiri si avvicina al mondo hardcore.

### Extreme Championship Wrestling (1998–2001)
La sua fama è ormai mondiale e Paul Heyman, mente della ECW, sceglie Tajiri per la sua federazione sempre pronta a stravolgere i limiti del pro wrestling. Nel novembre del 1998, Tajiri fa il suo esordio in ECW sconfiggendo Antifaz del Norte. Il primo feud che lo vede protagonista nella federazione di Philadelphia, è contro Super Crazy. Tajiri lo sconfigge nella prima edizione del PPV Guilty as Charged, ma poi subisce, una serie di tre sconfitte dell'atleta messicano. Messa da parte la rivalità con Super Crazy, Tajiri prima sfida Jerry Lynn, subendo un'altra sconfitta, poi Little Guido, conquistando finalmente una vittoria. Il lavoro di Tajiri viene apprezzato al punto che avrà la possibilità di sfidare per ben tre volte l'ECW Champion Tazz, perdendo però tutti gli incontri, anche se il suo stato di superstars è innegabile. Le strade di Tajiri e il suo ex rivale Super Crazy si rincontrano nuovamente; i due infatti sono impegnati al PPV November to Remember in un Triple Threat Match che però viene vinto dal terzo incomodo Jerry Lynn. Accantonata parzialmente la rivalità, Tajiri e Super Crazy lottano in coppia a Guilty as Charged per avere la meglio su Little Guido e Jerry Lynn. L'8 aprile conquista il suo primo titolo ECW, infatti battendo Little Guido e Super Crazy porta a casa l'ECW Television Championship. La gioia è breve, infatti il 22 aprile, a Cyberslam, Rhyno riesce ad avere la meglio privandolo del titolo. Comincia per lui un periodo di stallo, in cui affronterà avversari del calibro di Steve Corino, Little Guido, Jerry Lynn e Psicosis, senza alcun titolo in palio. Durante il Massacre Tour però, in coppia con Mikey Whipwreck sconfiggono tutte le coppie, conquistando l'ECW Tag Team Championship. Ma la gioia è ancora più breve, poiché il giorno dopo i titoli gli vengono strappati dai F.B.I. Dopo questo, Tajiri comincia a capire il clima che gira in ECW, quindi decide di abbandonare la federazione.

### World Wrestling Federation/Entertainment (2001–2006)

#### Assistente di William Regal e relazione con Torrie Wilson (2001)
Dopo la chiusura della ECW, Tajiri fu ingaggiato dalla World Wrestling Federation, dove debutterà come assistente del Commissioner della WWF William Regal. Quando Regal passerà a The Alliance, Tajiri avrà un feud con lui. Vincerà il suo primo titolo in WWF nell'estate del 2001, quando sconfisse Chris Kanyon per il WCW United States Heavyweight Championship. Perse il titolo al PPV Unforgiven contro Rhino. Il 22 ottobre 2001 a Raw Tajiri conquista il WCW Cruiserweight Championship. Dopo che la WWF ha sconfitto la The Alliance a Survivor Series 2001 il titolo prende il nome di WWF Cruiserweight Championship. Tajiri perde il WWF Cruiserweight Championship il 4 aprile 2002 contro Billy Kidman a SmackDown!.

#### Cruiserweight Champion (2002–2003)
Nel 2002 la World Wrestling Federation viene rinominata World Wrestling Entertainment e il roster viene diviso in due: Raw e SmackDown!. Tajiri finirà nel roster di SmackDown! Dove vincerà il WWE Cruiserweight Championship per due volte. Nel 2003 Tajiri forma un team con Eddie Guerrero e i due a Judgment Day conquistano i WWE Tag Team Championship sconfigge il Team Angle composto da Charlie Haas e Shelton Benjamin. Dopo che Tajiri e Guerrero perdono i WWE Tag Team Championship Guerrero turna heel nei confronti di Tajiri sancendo la fine del loro team. In seguito passa dalla parte degli Heel e formerà una stable  di poca durata con Akio e Sakoda, conosciuta come Kyo Dai.

#### World Tag Team Championship (2004–2005)
Nel 2004, a seguito di WrestleMania XX, Tajiri passò nel roster di Raw e diventa un face dove ha avuto inizialmente una faida con Eric Bischoff e Jonathan Coachman.
Il 4 febbraio 2005 Tajiri conquista con William Regal il World Tag Team Championship durante un'edizione di Raw in Giappone sconfiggendo La Résistance (Robért Conway e Sylvain Grenier). I due difendono le cinture più volte contro La Résistance e sconfiggono in un match i debuttanti Heart Throbs. Il loro regno finisce il 1º maggio 2005 a Backlash durante un Tag Team Turmoil Match, mentre The Hurricane e Rosey si laureano nuovi campioni.

#### Varie faide e rilascio (2005–2006)
Tajiri partecipa tra l'altro il 12 giugno 2005 a ECW One Night Stand, l'evento revival della ECW sconfiggendo il suo vecchio avversario Super Crazy. Successivamente formerà un Tag Team di breve durata con Eugene.
Nel dicembre 2005 Tajiri è stato rilasciato dalla WWE sotto sua richiesta per poter passare più tempo con sua moglie e la sua famiglia in Giappone. Il suo ultimo match in WWE è stata una sconfitta contro Gregory Helms durante un'edizione di Heat a Boston.
In Giappone ha continuato a lottare, entrando nella HUSTLE a metà marzo per poi tornare in Big Japan alla fine di aprile. Tajiri è apparso anche a ECW One Night Stand perdendo in coppia con Super Crazy contro gli F.B.I. (Little Guido e Tony Mamaluke).

### Hustle (2006–2010)
Il 10 febbraio 2006 torna sul quadrato, debuttando nella federazione giapponese Hustle. Nei mesi successivi lotta diversi show per la compagnia, poi l'11 giugno 2006 torna "one night only" alla WWE per partecipare alla seconda edizione di ECW One Night Stand, dove la coppia formata da lui e Super Crazy perde contro gli FBI, Little Guido e Tony Mamaluke. Il 17 giugno 2006 Tajiri prende parte all'evento HustleAID, battendo Toshiaki Kawada e New-Ling Sama in coppia con Shinjiro Ohtani e poi affrontando nel main event Nobuhiko Takada, che però o sconfigge. Tajiri dà un'altra grande prova del suo valore il 27 agosto 2006 durante l'Hiroshi Hase Retirement Show, perdendo contro il leggendario Great Muta dopo una battaglia durata mezz'ora. Nei mesi successivi Tajiri continua a lottare sporadicamente per la Hustle.

### All Japan Pro Wrestling (2006–2007, 2011)
Nel 2007 Tajiri si sposta nella All Japan Pro Wrestling dove inizia una faida per l'AJPW Triple Crown Heavyweight Championship contro il campione Minoru Suzuki e faida che inizia il 30 marzo 2007 al Champion Carnival 2007, quando Tajiri viene sconfitto da Suzuki via count out e poi ruba la cintura di campione. Tajiri è opposto a Suzuki il 22 aprile 2007 nel corso di un tag team match e batte il campione. Pochi giorni dopo Tajiri accetta di restituire la cintura in cambio di un title match, che ha luogo il 30 aprile, ma lo vede uscire sconfitto. Successivamente Tajiri fa coppia con Great Muta in alcuni match. Nel febbraio 2008 Tajiri fa una apparizione nel corso del tour della WWE in Giappone. La compagnia di Stamford gli offre di ritornare a tempo pieno, ma lui rifiuta, non disdegnando delle apparizioni a sorpresa nel WWE WrestleMania Revenge Tours che si tiene nel mese di aprile in Inghilterra.

### New Japan Pro-Wrestling (2009–2011)
Durante l'estate del 2009, Tajiri arrivò nella NJPW, dove cominciò un feud con il campione International Wrestling Gran Prix (IWGP) Heavyweight Hiroshi Tanahashi, aggredendolo dopo una sua difesa del titolo con Takashi Sugiura.
Il 13 agosto schienò l'IWGP Heavyweight Champion in un non-title match durante il torneo G1 Climax, dopo aver usato la green mist. Però terminò il torneo con soli quattro punti, terminando in fondo al girone A. Nell'ottobre 2009 iniziò a lottare a tempo pieno nella NJPW. Il 4 gennaio 2010 all'evento Wrestle Kingdom IV in Tokyo Dome lottò in coppia con Masato Tanaka e i due sconfissero Nagata e Akebono. Il 14 febbraio Nagata sconfisse Tajiri in meno di cinque minuti ponendo fine di fatto al feud.
Il 19 giugno a Dominion 6.19, Tajiri tornò nella New Japan, effettuando un turn face e salvando il suo ex rivale Hiroshi Tanahashi da Toru Yano e Takashi Iizuka. Egli quindi aiutò Tanahashi a rapare a zero Yano dopo l'Hair vs. Hair match tra i due. Il 28 giugno Tajiri, Tanahashi e Kushida entrarono nel J Sports Crown Openweight 6 Man Tag Tournament, dove riuscirono ad arrivare in finale il 30 giugno, prima di essere sconfitti da Prince Devitt, Ryusuke Taguchi e Hirooki Goto. Tra ottobre e novembre 2010, Tajiri e Tanahashi fecero coppia nella 2010 G1 Tag League. Dopo una partenza forte, i due furono sconfitti dai campioni IWGP Tag Team Bad Intentions (Giant Bernard & Karl Anderson) il 6 novembre.

### Smash (2010–2012)
Nel dicembre del 2009 Tajiri diventa manager della Smash, una nuova compagnia giapponese di wrestling nata dalle ceneri della HUSTLE che si basa su tre linee di spettacolo: pro-wrestling, mixed martial arts and kickboxing. La compagnia ha un suo pubblico di nicchia, ma è costretta a chiudere nel marzo 2012 dopo un disaccordo tra Tajiri ed il finanziatore principale della Smash, Masakazu Sakai. Il 14 marzo 2012 Tajiri lotta nell'ultimo match della compagnia: in coppia con AKIRA batte Hajime Ohara e StarBuck. Subito dopo il match, l'ex stella della WWE annuncia la fondazione di una nuova compagnia.

### Wrestling New Classic (2012–2014)
Il 26 aprile 2012 Tajiri lancia la Wrestling New Classic (WNC): nel primo show lotta nel main event e viene sconfitto da AKIRA. Nei mesi seguenti Tajiri fa coppia con il suo vecchio compagno della ECW Mikey Whipwreck e viene tradito dal suo storico partner AKIRA. La compagnia continua, poi, a svolgere periodicamente degli show sul suolo nipponico e Tajiri è la sua attrazione principale.

### Wrestle–1 (2014–2016)
Tajiri lotta il suo primo match nella Wrestle-1 il 6 luglio 2014, dove in coppia con Yusuke Kodama ha sconfitto il team della Total Nonstop Action Wrestling (Ethan Carter III e Rockstar Spud). Attraverso il rapporto di lavoro tra Wrestle-1 e TNA, il 5 agosto ai tapings di Impact sconfigge Bobby Roode.
Il 28 luglio 2016 Tajiri ha lasciato la Wrestle-1 a seguito della scadenza del suo contratto.

### Ritorno in WWE (2016–2017)

#### Cruiserweight Classice205 Live(2016–2017)
Il 23 giugno 2016 venne annunciato che Tajiri avrebbe preso parte al Cruiserweight Classic, un torneo indetto dalla WWE. Nei sedicesimi di finale del 23 giugno il giapponese sconfisse Damian Slater, ma negli ottavi di finale del 14 luglio venne eliminato da Gran Metalik. Il 4 dicembre Tajiri annunciò di aver firmato per la WWE, e il 13 dicembre, a 205 Live, iniziarono ad andare in onda delle vignette sul ritorno di Tajiri. Il 28 dicembre, ad NXT, Tajiri e Akira Tozawa vennero sconfitti dai #DIY, fallendo l'assalto all'NXT Tag Team Championship. Tajiri fece il suo ritorno a sorpresa nella puntata di 205 Liv del 3 gennaio 2017 dove sconfisse Sean Maluta, e al termine dell'incontro colpì The Brian Kendrick (che era giunto sul ring per congratularsi con il giapponese) con il Green Mist. Tajiri apparve poi nella puntata di 205 Live del 7 febbraio attaccando nuovamente The Brian Kendrick (il quale voleva avere un confronto con Akira Tozawa) con il Green Mist alla fine del match vinto da Kendrick contro Lince Dorado.
Il 22 aprile Tajiri chiese alla WWE un periodo di riposo a causa di un infortunio ma la federazione, vista l'età del lottatore, decise di rilasciarlo in via ufficiale.

### Ritorno in AJPW (2017–presente)
Dopo il suo abbandono dalla WWE, Tajiri è tornato in Giappone, con la All Japan Pro Wrestling che ha annunciato il suo ingaggio l'11 giugno 2017. Il 30 luglio Tajiri ha sconfitto Hikaru Sato conquistando così il World Junior Heavyweight Championship per la prima volta. Il 27 agosto, tuttavia, Tajiri ha perso il titolo a favore di Último Dragón. Il 21 ottobre Tajiri ha sconfitto Último Dragón riconquistando il World Junior Heavyweight Championship. Il 3 febbraio 2018, però, Tajiri ha perso il titolo a favore di Atsushi Aoki dopo 105 giorni di regno.

## Personaggio

### Mosse finali
- Brainbuster – ECW

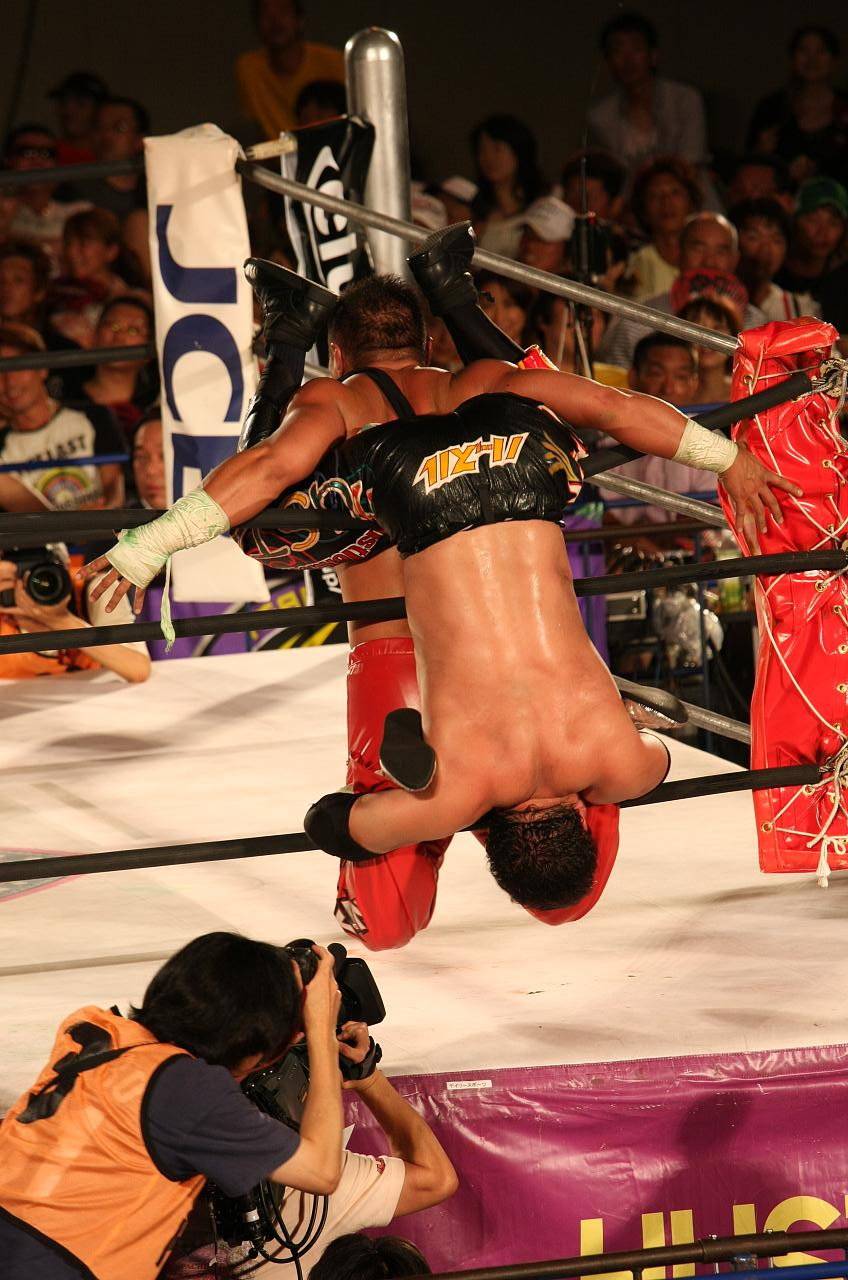
Tajiri esegue la Tarantula su Wataru Sakata

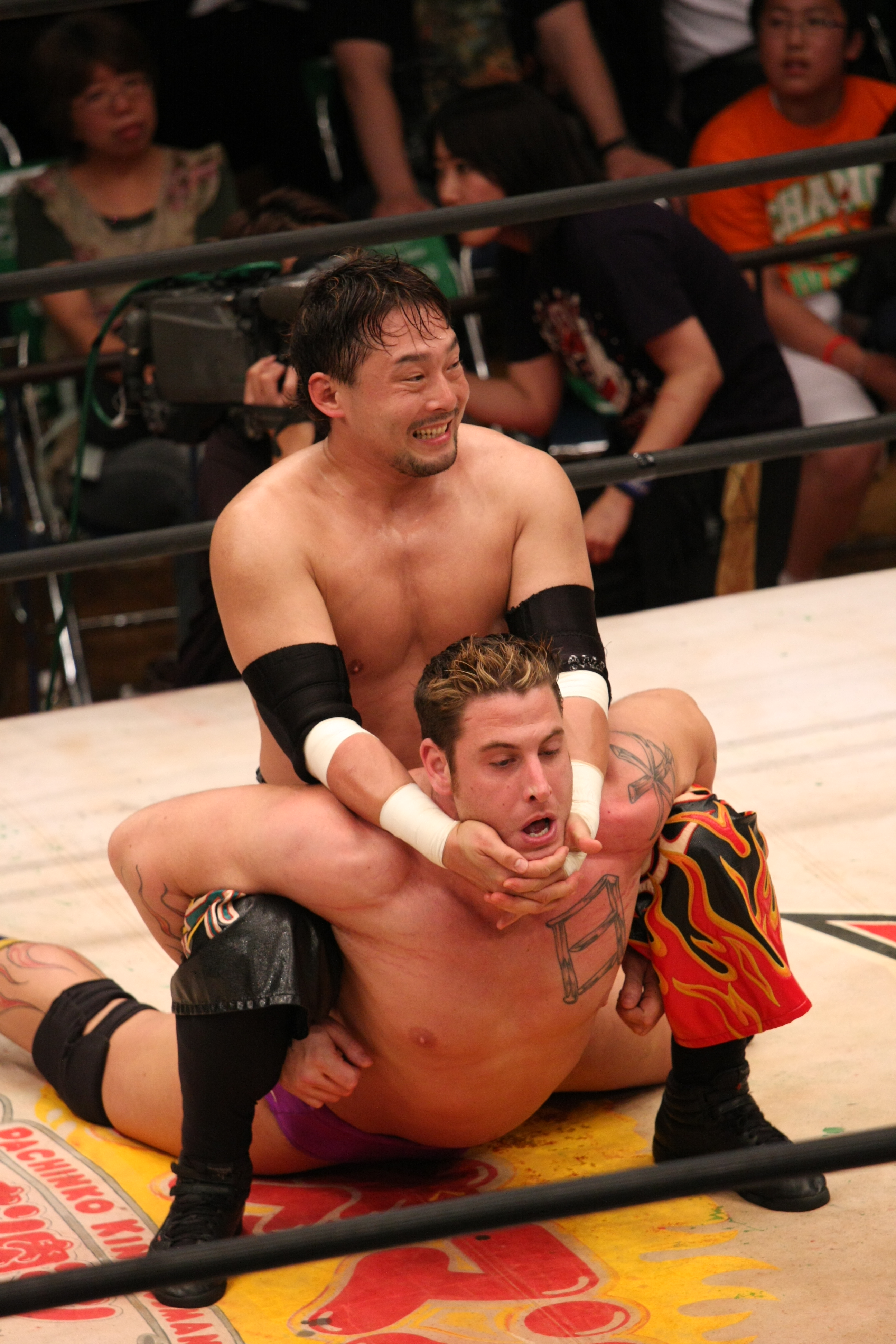
Tajiri applica la Camel Clutch su René Duprée

- Buzzsaw kick alla testa di un avversario seduto o in ginocchio

#### Manager
- Banzai Chie
- Cyrus
- William Regal
- The Sinister Minister
- Torrie Wilson
- Jack Victory
- Akio
- Sakoda
- Steve Corino

#### Soprannomi
- "The Japanese Buzzsaw"
- "Hustle Buzzsaw"

#### Musiche d'ingresso
- Smack My Bitch Up dei The Prodigy (ECW)
- Just Got Wicked dei Cold & Dale Oliver (TNA/Wrestle-1)
- T.I.W. di Harry Slash & The Slashtones (ECW)
- Sinister Music dei Boner (ECW; usata come membro della Unholy Alliance)
- Imperial City di Jesus Mercedes (WWF/E; 2001–2002)
- Asiattacker/Green Mist di Bradley Royds and Billy West (WWE/NJPW/Hustle/Smash/WNC; 2002–2006; 2016–2017)

#### Wrestler allenati
- Hiroki Murase
- Jiro Kuroshio
- Josh O'Brien
- Kaho Kobayashi
- Koharu Hinata
- Koji Doi
- Kushida
- Lin Byron
- Makoto
- Masaya Takahashi
- Minoru Fujita
- Mitoshichi Shinose
- Rionne Fujiwara
- Syuri
- Yoshihiro Horaguchi
- Yusuke Kodama

## Titoli e riconoscimenti
- All Japan Pro Wrestling
  - AJPW TV Six-Man Tag Team Championship (1) – con Hokuto Onori e Yosuke Kodama
  - All Asia Tag Team Championship (1) – con Yoshitatsu
  - Gaora TV Championship (1)
  - World Junior Heavyweight Championship (2)
  - Jr. Tag Battle of Glory (2018) – con Koji Iwamoto
- Big Japan Pro Wrestling
  - BJW World Junior Heavyweight Championship (original version) (1)
  - BJW World Junior Heavyweight Championship (1)
  - BJW World Tag Team Championship (2) – con Ryuji Yamakawa
- Combat Zone Wrestling
  - CZW World Heavyweight Championship (1)
- Consejo Mundial de Lucha Libre
  - CMLL World Light Heavyweight Championship (1)
- European Wrestling Association
  - EWA Intercontinental Championship (1)
- European Wrestling Promotion
  - EWP Intercontinental Championship (1)
- Extreme Championship Wrestling
  - ECW World Tag Team Championship (1) – con Mikey Whipwreck
  - ECW World Television Championship (1)
- Fight Club Finland
  - FCF Finnish Heavyweight Championship (2)
- International Wrestling Association
  - IWA Hardcore Championship (1)
- Kyushu Pro Wrestling
  - Kyushu Pro Championship (1)
- Major League Wrestling
  - MLW World Middleweight Championship (1)
- Pro Wrestling Illustrated
  - 23º tra i 500 migliori wrestler singoli secondo PWI 500 (2002)
- Pro Wrestling Maita
  - PWM Heavyweight Championship (1)
- Tokyo Sports
  - Special Award (2001)
- World Wrestling Federation/Entertainment
  - World Tag Team Championship (1) – con William Regal
  - WCW United States Championship (1)
  - WWE Cruiserweight Championship (3)[13]
  - WWE Tag Team Championship (1) – con Eddie Guerrero
  - WWF Light Heavyweight Championship (1)
- Wrestle-1
  - EWP Intercontinental Championship (1)
  - UWA World Trios Championship (1) – con Kaz Hayashi e Minoru Tanaka
- Wrestling New Classic
  - WNC Championship (1)